# نادي الترام
نادي الترام ، أسس عام 1928 بمحرم بك بالأسكندرية، ويعد من أقدم الأندية التي أنشئت في مصر وهو تابع للهيئة العامة لنقل الركاب بمحافظة الإسكندرية، حصل نادي الترام على كأس مصر مرة واحدة عام 1938-39، كما خاض منافسات الدوري الممتاز 10 مواسم، ويلعب الآن في الدرجة الثالثة بمصر. لعب به العديد من اللاعبين المميزين أمثال فاروق السيد نجم منتخب مصر وعلي برغوت وهو الجيل الذهبي الحاصل على كأس مصر والفائز على نادي الزمالك وتخرج من ناشئين النادي محمد حليم كابتن حرس الحدود سابقا ومن أشهر المدربين العاملين بالنادي علي برغوت - خميس بشير - محمد خميس(وزة) الذي نجح في قيادة الفريق للصعود للممتاز والبقاء في الدوري، النادي من الأندية القليلة التي لها فرعين في الشطبي ومحرم بيك وهناك العديد من الأبطال في الألعاب الفردية وكرة السلة، حقق فوز كبير على النادي الأهلي بثلاثة أهداف.

## الإنجازات
- الدوري المصري الممتاز: المشاركة 10 مرات منهم مرة واحدة
- كأس مصر: البطل 1

1939